# Alfonso de Bolaños
Alfonso de Bolaños (Burgos?, Couronne de Castille - 1478, Menceyato de Güímar, île de Ténérife) était un frère et missionnaire franciscain du XVe siècle. Il est surnommé l'« Apôtre de Tenerife, » car il a entamé un processus d'évangélisation sur cette île environ 30 ans avant sa conquête.
C'est un personnage historique dont on sait peu de choses dans ses premières années de vie. Au milieu du XVe siècle, Alfonso s'installe avec deux autres moines au sud-est de l'île de Tenerife, dans le Menceyato de Güímar à l'époque des Guanches (anciens aborigènes de l'île). À cet endroit, il a construit un ermitage dans ce qui est actuellement la ville de Candelaria, un lieu où les indigènes adoraient l'image de la Vierge de Candelaria. Cependant, son projet missionnaire ne se limitait pas à l'île de Tenerife mais avait pour objectif principal la côte africaine.
Ces religieux vivaient parmi les aborigènes, parlant leur langue et en baptisant nombre d'entre eux. Après avoir été nommé Sixte IV comme nouveau Pape, Alfonso de Bolaños se rend à Rome pour présenter les fruits de son projet évangélisateur.
Cependant, ce projet missionnaire a disparu après la mort de Bolaños en 1478 dans l'ermitage. En tous cas, lorsque la conquête de Tenerife entre 1494 et 1496 eut lieu quelques décennies après sa mort, pratiquement tout le sud de l'île était déjà évangélisé.